# Kirk Triplett
Kirk Alan Triplett (Moses Lake, 29 maart 1962) is een Amerikaans golfer die actief is op de Champions Tour. Hij speelde op de PGA Tour en de Nationwide Tour.

## Loopbaan
Triplett werd geboren in Moses Lake, maar groeide op in Pullman, Washington. In 1980 studeerde hij af op de 'Pullman High School' en ging naar de 'University of Nevada', in Reno, waar hij de civiele techniek studeerde.
In 1985 werd Triplett een golfprofessional en hij ging aan de slag op de Amerikaanse golftours. Tijdens zijn golfcarrière behaalde Triplett drie zeges op de PGA Tour en een zege op de Nationwide Tour (tegenwoordig de Web.com Tour). In 2012 maakte Triplett zijn debuut op de Champions Tour en tijdens zijn seizoensdebuut won hij een golftoernooi, het Nature Valley First Tee Open at Pebble Beach.

## Prestaties

### Professional
PGA Tour
| Nr. | Datum            | Toernooi                   | Score           | Score | Info |
| --- | ---------------- | -------------------------- | --------------- | ----- | ---- |
| 1   | 20 februari 2000 | Nissan Open                | 67-70-68-67=272 | –12   |      |
| 2   | 24 augustus 2003 | Reno-Tahoe Open            | 67-68-73-63=271 | –17   |      |
| 3   | 26 februari 2006 | Chrysler Classic of Tucson | 68-71-64-63=266 | –22   |      |

Nationwide Tour
| Nr. | Datum            | Toernooi           | Score           | Score | Info |
| --- | ---------------- | ------------------ | --------------- | ----- | ---- |
| 1   | 28 augustus 2011 | News Sentinel Open | 67-64-68-68=267 | –21   |      |

Champions Tour
| Nr. | Datum             | Toernooi                                     | Score        | Score | Info |
| --- | ----------------- | -------------------------------------------- | ------------ | ----- | ---- |
| 1   | 8 juli 2012       | Nature Valley First Tee Open at Pebble Beach | 70-70-66=206 | –10   |      |
| 2   | 29 september 2013 | Nature Valley First Tee Open at Pebble Beach | 67-70-68=205 | –11   |      |
| 3   | 16 februari 2014  | ACE Group Classic                            | 67-67-66=200 | –16   |      |

Overige
- 1988: Alberta Open (Canada)
- 1991: California State Open
- 1996: Merrill Lynch Pebble Beach Invitational

## Teamcompetities
Professional
- Presidents Cup: 2000 (winnaar)